# Peixoto de Azevedo
Peixoto de Azevedo este un oraș în Mato Grosso (MT), Brazilia.